# Lijst van afleveringen van Prison Break (seizoen 2)
Dit is een lijst van afleveringen van seizoen 2 van Prison Break, de Amerikaanse televisieserie van FOX die draait om de ontsnapping van een groep gevangenen uit de Fox River State Penitentiary.

## Personages seizoen 2

### Hoofdpersonages
| Personage                        | Acteur              |
| -------------------------------- | ------------------- |
| Lincoln Burrows                  | Dominic Purcell     |
| Michael Scofield                 | Wentworth Miller    |
| Alexander Mahone                 | William Fichtner    |
| Fernando Sucre                   | Amaury Nolasco      |
| Sara Tancredi                    | Sarah Wayne Callies |
| Brad Bellick                     | Wade Williams       |
| Theodore "T-Bag" Bagwell         | Robert Knepper      |
| L.J. Burrows                     | Marshall Allman     |
| Paul Kellerman                   | Paul Adelstein      |
| Benjamin Miles "C-Note" Franklin | Rockmond Dunbar     |

### Terugkerende personages
| Personage                  | Acteur              |
| -------------------------- | ------------------- |
| John Abruzzi               | Peter Stormare      |
| Veronica Donovan           | Robin Tunney        |
| William Kim                | Reggie Lee          |
| David "Tweener" Apolskis   | Lane Garrison       |
| Charles "Haywire" Patoshik | Silas Weir Mitchell |
| Generaal Krantz            | Leon Russom         |
| Caroline Reynolds          | Patricia Wettig     |
| Henry Pope                 | Stacy Keach         |

|    | Titel           | Schrijver | Regie                | Uitzenddatum VS   | Uitzenddatum NL  | Uitzenddatum BE |
| -- | --------------- | --- | -------------------- | ----------------- | ---------------- | --------------- |
| 1  | Manhunt         | Paul Scheuring | Kevin Hooks          | 21 augustus 2006  | 26 oktober 2006  | 1 april 2007    |
| 1  | Manhunt         | Acht uur na de ontsnapping, als Michael, Lincoln, Sucre, C-Note en Abruzzi op weg zijn naar Oswego, wordt FBI-agent Alexander Mahone aangewezen om de zoektocht naar de ontsnapte gevangenen te leiden. T-Bag vindt hulp voor zijn hand. |                      |                   |                  |                 |
| 2  | Otis            | Matt Olmstead | Bobby Roth           | 28 augustus 2006  | 2 november 2006  | 1 april 2007    |
| 2  | Otis            | Agent Mahone probeert de gevangenen te lokken door Lincolns zoon L.J. als lokaas te gebruiken. Hierdoor plannen Michael en Lincoln nog een uitbraak, ditmaal voor L.J. Abruzzi, C-Note en Sucre zijn op zichzelf aangewezen en gaan hun eigen weg. Tweener kan met iemand meeliften. Bellick en Pope moeten voor de rechtbank komen om hun rol bij de uitbraak van de gevangenen te verhalen. |                      |                   |                  |                 |
| 3  | Scan            | Zack Estrin | Bryan Spicer         | 4 september 2006  | 9 november 2006  | 8 april 2007    |
| 3  | Scan            | Michael en Lincoln gaan naar Nika voor hulp. Sucre zoekt naar Maricruz, terwijl C-Note zijn gezin probeert op te zoeken, ondanks dat hij door de FBI is opgemerkt. Sara is gearresteerd. Bellick en Geary gaan op eigen houtje op jacht naar de gevangenen. |                      |                   |                  |                 |
| 4  | First Down      | Nick Santora | Bobby Roth           | 11 september 2006 | 16 november 2006 | 8 april 2007    |
| 4  | First Down      | Bellick en Geary grijpen Michael, Lincoln en Nika. Abruzzi is vastbesloten wraak te nemen op Fibonacci. Kellerman benadert Sara. Een van de acht gevangenen overleeft het niet. |                      |                   |                  |                 |
| 5  | Map 1213        | Karyn Usher | Peter O'Fallon       | 18 september 2006 | 23 november 2006 | 15 april 2007   |
| 5  | Map 1213        | Mahone gaat zich interesseren voor de verstopte miljoenen van D.B. Cooper (Westmoreland), terwijl Michael en Lincoln zo snel mogelijk Utah proberen te bereiken om als eerste bij Westmorelands KK Ranch te arriveren. Sucre is vastbesloten om te voorkomen dat Maricruz in Las Vegas gaat trouwen.                                                                                          |                      |                   |                  |                 |
| 6  | Subdivision     | Monica Macer | Eric Laneuville      | 25 september 2006 | 30 november 2006 | 15 april 2007   |
| 6  | Subdivision     | Michael, Lincoln, T-Bag en Tweener hebben Westmorelands geld gevonden, terwijl Agent Mahone dichterbij komt. Haywire duikt op in Wisconsin. Gouverneur Tancredi ziet Kellerman in het Witte Huis (Washington D.C.). Een van de voortvluchtigen wordt opgepakt. |                      |                   |                  |                 |
| 7  | Buried          | Seth Hoffman | Sergio Mimica Gezzan | 2 oktober 2006    | 7 december 2006  | 22 april 2007   |
| 7  | Buried          | Lincoln verlaat Michael om LJ te zoeken in de Amerikaanse staat Arizona. Het lukt Michael, C-Note, Sucre en T-Bag het geld van Westmoreland te vinden. The Company heeft het gemunt op Sara en haar vader. Mahone ondervraagt de gevangengenomen voortvluchtige. |                      |                   |                  |                 |
| 8  | Dead Fall       | Zack Estrin | Vincent Misiano      | 23 oktober 2006   | 14 december 2006 | 22 april 2007   |
| 8  | Dead Fall       | De vluchtelingen gaan hun eigen weg. Mahone wordt door de 'Interne Zaken' onderzocht over de dood van Abruzzi en Tweener. Lincoln reist naar Arizone om LJ te vinden. Sara wordt gezocht door "The Company". Bellick en Geary gaan verder met de zoektocht. |                      |                   |                  |                 |
| 9  | Unearthed       | Nick Santora | Kevin Hooks          | 30 oktober 2006   | 21 december 2006 | 29 april 2007   |
| 9  | Unearthed       | De vluchtelingen proberen opnieuw contact te maken met hun familie terwijl Michael en Lincoln hun reis naar Mexico hervatten. Michael vindt dingen over Mahone uit. Sara komt erachter wat de origami zwanen betekenen, maar Kellerman en Mahone ook. |                      |                   |                  |                 |
| 10 | Rendezvous      | Karyn Usher | Dwight Little        | 6 november 2006   | 28 december 2006 | 29 april 2007   |
| 10 | Rendezvous      | Michael en Sara vluchten door New Mexico terwijl Mahone hen achtervolgt. Lincoln en LJ worden door de politie gered, terwijl Sucre Maricruz met een telefoon in Nebraska probeert te bereiken. Bellick en Geary martelen T-Bag. |                      |                   |                  |                 |
| 11 | Bolshoi Booze   | Moncia Macer, Seth Hoffman | Greg Yaitanes        | 13 november 2006  | 4 januari 2007   | 6 mei 2007      |
| 11 | Bolshoi Booze   | Michael moet de Mexicanen te slim af zijn om het ontsnappings vliegtuig zeker te stellen. Lincoln verlaat LJ opnieuw. T-Bag ontsnapt en vindt Geary. Kellerman martelt Sara. Mahone zoekt op waar de plaats Bolshoi Booze ligt. |                      |                   |                  |                 |
| 12 | Disconnect      | Nick Santora, Karyn Usher | Karen Gaviola        | 20 november 2006  | 11 januari 2007  | 6 mei 2007      |
| 12 | Disconnect      | Mahone zoekt naar Michaels ontsnappingsvliegtuig, terwijl Michael een ongelukkige familiebijeenkomst heeft. C-Nota's openbare verschijning loopt niet goed af. Bellick wordt ondervraagd en Kellerman probeert een fout te verbergen. |                      |                   |                  |                 |
| 13 | The Killing Box | Zack Estrin | Bobby Roth           | 27 november 2006  | 18 januari 2007  | 13 mei 2007     |
| 13 | The Killing Box | T-Bag zet zijn onderzoek naar Susan voort. Bellick keert terug naar Fox River. Michael en Lincoln vluchten van de arrestatie om ook terug te keren naar Fox River. De F.B.I lokaliseert het vliegtuig waarmee Sucre naar Mexico vliegt. Kellerman schiet Mahone neer. |                      |                   |                  |                 |
| 14 | John Doe        | Matt Olmstead & Nick Santora | Kevin Hooks          | 22 januari 2007   | 19 april 2007    | 13 mei 2007     |
| 14 | John Doe        | Michael, Lincoln en Kellerman zijn teamgenoten en vertrekken naar Montana om Terrence Steadman te vinden. Bellick krijgt veel problemen in de Fox River gevangenis. |                      |                   |                  |                 |
| 15 | The Message     | Zack Estrin & Karyn Usher | Bobby Roth           | 29 januari 2007   | 26 april 2007    | 20 mei 2007     |
| 15 | The Message     | Michael, Lincoln en Kellerman gijzelen een camera-man en doen een boodschap aan Sara op tv. Bellick probeert zijn terugkeer naar het cellenblok te voorkomen. Haywire ontmoet een stel en laat hen zijn boot zien. Sucre krijgt moeilijkheden op zijn weg naar Ixtapa. |                      |                   |                  |                 |
| 16 | Chicago         | Nick Santora & Matt Olmstead | Jesse Bochco         | 5 februari 2007   | 3 mei 2007       | 20 mei 2007     |
| 16 | Chicago         | Michael, Lincoln en Kellerman ontmoeten Sara stappen op de trein naar Chicago, Haywire pleegt zelfmoord, C-note is getuige van een overval |                      |                   |                  |                 |
| 17 | Bad Blood       | Paul Scheuring & Karyn Usher | Nelson McCormick     | 19 februari 2007  | 10 mei 2007      | 27 mei 2007     |
| 17 | Bad Blood       | Michael en Sara vragen Henry Pope om hulp om de inhoud van de kluis te weten te komen. C-Note vreest voor de gezondheid van zijn dochter. T-Bag bezoekt zijn oude huis. Sucre ontmoet zijn vriendin. |                      |                   |                  |                 |
| 18 | Wash            | Nick Santora | Bobby Roth           | 26 februari 2007  | 17 mei 2007      | 27 mei 2007     |
| 18 | Wash            | Lincoln, Michael en Sara vinden het bewijs om de samenzwering te ontmaskeren. Mahone zet een gevangene onder druk om Michael en Lincoln op te sporen. T-Bag bezoekt een psychiater terwijl C-Note zelfmoord overweegt. Bellick gaat naar Mexico, op zoek naar Sucre die ondertussen samen met Maricruz bij haar tante is. Kellerman gaat met een sniper op zak op zoek naar de president      |                      |                   |                  |                 |
| 19 | Sweet Caroline  | Karyn Usher | Dwight Little        | 5 maart 2007      | 24 mei 2007      | 3 juni 2007     |
| 19 | Sweet Caroline  | Michael gaat achter de president aan. C-Note wordt "gevonden". Sucre wordt gepakt door Bellick. T-Bag verliest zijn geld alweer. |                      |                   |                  |                 |
| 20 | Panama          | Zack Estrin | Vincent Misiano      | 19 maart 2007     | 31 mei 2007      | 3 juni 2007     |
| 20 | Panama          | Mahone krijgt problemen met de FBI. Sucre gaat achter T-Bag aan. |                      |                   |                  |                 |
| 21 | Fin Del Camino  | Matt Olmstead & Seth Hoffman | Bobby Roth           | 26 maart 2007     | 7 juni 2007      | 10 juni 2007    |
| 21 | Fin Del Camino  | Sucre en Michael zien elkaar terug op zoek naar T-bag. Mahone zit Michael Scofield op de hielen |                      |                   |                  |                 |
| 22 | Sona            | Paul Scheuring | Kevin Hooks          | 2 april 2007      | 14 juni 2007     | 10 juni 2007    |
| 22 | Sona            | Michael en Lincoln ontsnappen aan Mahone. Mahone wordt met het schip van Michael met drugs gepakt. Sara wordt vrijgesproken en gaat op zoek naar Michael. Sara schiet Bill Kim neer, waarvoor Michael gepakt wordt en naar een gevangenis in Panama, genaamd Sona, wordt gestuurd. |                      |                   |                  |                 |

## Manhunt

### Gebeurtenissen
- De jacht op de ontsnapte gevangenen gaat verder. Ook de FBI komt erbij en speurt – op eigen houtje – mee, ondanks dat Captain Bellick ze er niet bij wil hebben.
- FBI-agent Mahone is in Michaels appartement. Hij beredeneert wat hij in Michaels situatie zou doen en kijkt uit het raam naar de rivier. Hij beweert dat Michael daar zijn plannen in moet hebben gegooid en vraagt om duikers.
- Dr. Tancredi heeft de overdosis overleefd, en ligt in 't ziekenhuis. Zij vindt een opgevouwen papiertje waarin staat “Er is een plan om alles weer in orde te krijgen”.
- Langzaam wordt ook het plan van Michael Scofield buiten de gevangenis duidelijk. De FBI is echter ook flink op weg om datzelfde plan met behulp van Scofields tatoeages op te lossen.
- Veronica Donovan arriveert in Montana bij het huis waar Terrence Stedman woont. Ze belt de politie ondanks aandringen van Terrence dat ze dit beter niet kan doen. Ze wordt in haar hoofd en borst geschoten nadat ze de politie heeft gebeld.
- FBI-agent Mahone laat de vrouw komen die Michael heeft getatoeëerd. Zij heeft nog een paar foto's van de tatoeages. Hierdoor komt Mahone erachter wat Michael bedoelde met English, Fits or Percy; het blijken de straten buiten de gevangenis te zijn. Ook komt hij te weten dat Ripe Change Woods geen plaats is maar staat voor: R.i.p. E. Change Woods.
- Michael Scofield krijgt zijn handboeien los, maar ten koste van T-Bag. John Abruzzi heeft zijn hand eraf gehakt met een hakbijl.
- De vluchtelingen gaan op een kerkhof graven bij het graf R.i.p. E. Change Woods, de plek waar Michael burgerkleding had begraven.
- Nadat de vluchtelingen het kerkhof hebben verlaten arriveert Mahone met een collega. Hij ziet nog net hoe Michael achter de bossen verdwijnt. Mahone rent hem achterna, maar kan geen van de vluchtelingen vinden: door hun burgerkleding vallen zij niet op in de mensenmassa.

### Titelverklaring
De titel Manhunt (letterlijk: mensenjacht) slaat op de jacht op de gevangenen die vanaf het begin van seizoen 2 centraal staat.

## Otis

### Gebeurtenissen
- Michael, Lincoln, Abruzzi, C-Note en Sucre nemen afscheid van elkaar in een loods. Michael en Lincoln gaan naar een auto in een parkeergarage.
- Lincoln belt naar zijn zoon L.J. en doet zich voor als Nick, zijn advocaat die een uur eerder is doodgeschoten. Lincoln en L.J. weten dit echter niet, maar Mahone wel. Op een afgesproken tijd moet L.J. bij de liften zijn, bij Otis (W)right.
- Michael koopt dingen in een kleine winkel terwijl Lincoln buiten wacht. Een vrouw herkent hem en waarschuwt een voorbijkomende politiewagen. Michael en Lincoln gaan te voet naar het politiebureau waar L.J. zit.
- Mahone heeft het telefoongesprek tussen Lincoln en L.J. afgeluisterd en gaat met hem de lift in, omdat hij de zaak niet vertrouwt. Michael en Lincoln proberen L.J. te bevrijden uit de lift, maar dit lukt niet.
- Mahone heeft de politie ingeschakeld en Michael en Lincoln rijden in een busje weg. Terwijl hij instapt wordt Lincoln door een kogel van een agent geraakt.
- T-Bag heeft zijn hand weer aan zijn arm zitten en heeft de doktor met een spuitje vermoord. Hij doet zich voor als hem en rijdt weg, richting Utah.
- Tweener kan meerijden met een meisje richting Utah.
- Na een tijdje verlaten Michael en Lincoln het busje en gaan ze te voet verder. Lincoln heeft hier moeite mee omdat hij hevig bloed.
- Mahone heeft het busje ontdekt en ziet een grote plas bloed. Hij geeft de opdracht alle ziekenhuizen na te gaan, omdat Michael en Lincoln hier volgens hem heen moeten in verband met Lincolns kogelwond.
- Michael is niet van plan naar het ziekenhuis te gaan, hij heeft een beter idee: hij heeft een goede vriendin in de buurt wonen waar hij heen gaat. Hij beloofde haar om haar niet met de ontsnapping te betrekken maar nu kon het helaas niet anders vertelt hij.

### Titelverklaring
De naam Otis slaat op de fabrikant van de liften. Als L.J. bij de liften staat weet hij wat zijn vader bedoelde met Otis Right: de rechter lift. Om tijd te rekken en de rechter lift te laten arriveren, strikt hij zijn veters. Door zijn onrustige handelen krijgt Mahone ook in de gaten wat er gaat gebeuren. Daarom gaat hij, in plaats van een andere bewaker, mee de lift in.

## Scan

### Gebeurtenissen
- Michael gaat met de gewonde Lincoln naar Nika toe, waar hij zijn broer behandelt. Daarna laat hij hem daar achter om de auto weer te gaan halen, die bij een autobedrijf blijkt te staan.
- Brad Bellick en Roy Geary vormen een team, nadat ze hun ruzie uitgevochten hebben, en proberen de gevangenen op eigen houtje op te pakken.
- Fernando Sucre hoort van zijn broer dat zijn vriendin gaat trouwen met Hector. Hij gaat naar hem toe en hoort van hem dat het huwelijk in Las Vegas is. Gefrustreerd leent hij zijn broers motor.
- C-Note belt naar zijn vrouw om wat af te spreken. Dit gesprek wordt door de FBI afgeluisterd. Hij gaat naar de school van zijn dochter en zegt tegen haar dat ze iets tegen haar moeder moet zeggen: als haar moeder hem vertrouwt en heeft begrepen, moet ze als antwoord om 19.00 het verandalicht aanzetten.
- Michael voert samen met Lincoln een van zijn plannen uit, waarbij het lijkt alsof ze met de auto zijn verongelukt.
- De FBI onderzoekt het ongeval en gaat ervan uit dat Michael en Lincoln dood zijn.
- Brad Bellick en Roy Geary zien Michael en Lincoln in de auto stappen met Nika, nadat ze haar gevolgd zijn.

### Titelverklaring
De titel Scan refereert aan de radio die gaat scannen naar het juiste station om de auto te laten ontploffen.

## First Down

### Gebeurtenissen
- Michael en Lincoln rijden met Nika weg en worden achtervolgd door Brad Bellick en Roy Geary. Ze worden van de weg geduwd en onder schot gehouden. Brad wil al het geld ophalen van Westmoreland met de hulp van Michael en Lincoln.
- De FBI heeft Michael en Lincoln al uitgesloten van het onderzoek, zonder dat de uitslagen terug zijn van het bloedonderzoek. Mahone is daar boos over.
- Sara zit in een instituut voor verslaafden en raakt bevriend met Kellerman die undercover voor de vicepresident werkt.
- John Abruzzi is terug bij zijn familie, maar krijgt weer een tip over de plaats waar Fibonacci zit en is vastbesloten wraak op hem te nemen.
- T-Bag gaat bij een benzinestation naar het toilet om naar zijn hand te kijken en ziet even later dat de politie bij zijn auto staat.
- Lincoln heeft stiekem een van de banden lek gestoken van Roys auto. Nu moet Roy van Brad terug lopen naar het laatste dorpje om een nieuwe band te halen, omdat hij geen reserveband in zijn auto heeft liggen. Nika probeert het vertrouwen van Brad te winnen door hem te verleiden.
- T-Bag praat met de politie en komt alsnog weg, door een listige truc. Hij heeft de sleutels van zijn auto bij een jongen in de tas gedaan die hij tegenkwam bij het toilet. Hierdoor wordt de jongen opgepakt.
- Een man die zijn dochter bij zich heeft, heeft T-Bag bij de politie horen praten over dat hij in het leger zat en biedt hem een lift aan. Hij maakt misbruik van de situatie en na een mislukte poging om zijn dochter te verleiden krijgt T-Bag ruzie met de vader. Het dochtertje ziet daarna T-Bag wegrijden met de auto en heeft het petje op van haar vader.
- Tijdens een poging Brad te verleiden, probeert Nika zijn wapen te pakken, maar dat mislukt. Brad wordt boos en zet haar weer bij Michael en Lincoln. Op dat ogenblik krijgt zij het wapen alsnog te pakken en Lincoln overmeestert Brad.
- Roy komt terug met het wiel en wordt eveneens vastgebonden. Brad begint te praten over Sara Tancredi en wat er met haar gebeurd is. Michael wordt boos als Brad haar beledigt en trapt hem in zijn gezicht.
- Michael belt Sara om te vertellen dat hij veel spijt heeft van alles en dat hij weet wat er gebeurd is. Hij zegt dat zij nog in gevaar is, omdat ze nog verbonden is met het conflict (het feit dat ze zijn ontsnapt) en dat hij een manier weet om haar te beschermen. Hij zegt dat zij die mogelijkheid al heeft en vertelt dat hetgeen er tussen hem en haar was ook daadwerkelijk speelt. Hij hangt hierna op. Nika luistert mee met het gesprek aan Michaels kant en de undercoveragent aan Sara's kant.
- Het meisje waar Tweener mee rijdt, wil naar een motel om te stoppen met rijden. Het lijkt alsof zij hem niet vertrouwt, maar in werkelijkheid vindt ze hem heel erg leuk en heeft ze dat via de telefoon tegen haar vader verteld.
- John Abruzzi loopt in de val bij de FBI, doordat hij Fibonacci wilde vermoorden. Hij laat dit echter niet toe en laat zich doodschieten, nadat hij een dreigende beweging maakte met zijn pistool.
- Michael en Lincoln nemen afscheid van Nika. Zij pakt het wapen af van Licoln en richt het op Michael. Zij vindt dat ze meer verdient en probeert de politie te bellen om hen aan te geven, waardoor ze geld krijgt. Lincoln pakt het wapen koelbloedig weer af, want hij had het niet geladen.
- Het hoofdkwartier van de FBI is niet blij met de dood van John Abruzzi. Ze zijn erachter gekomen dat het bloed dat ze vonden in de ontplofte auto van een varken was. De FBI wist door Michael hoe ze Abruzzi in de val konden lokken. Mahone is bang dat hij Michael nooit te pakken zal krijgen, net als Oscar Shales.

### Titelverklaring
De titel First Down (letterlijk: eerste neer) slaat op de dood van John Abruzzi. Door de FBI is hij in de val gelokt. Hij moet zijn wapen naar buiten gooien en daarna zelf komen om zich over te geven. Hij besluit mét wapen naar buiten te komen. Mahone waarschuwt Abruzzi dat de FBI bij de geringste verdachte beweging mag schieten. Op het moment dat Abruzzi zijn wapen wil heffen, wordt hij met tientallen kogels beschoten. Hij valt dood neer.

## Map 1213

### Gebeurtenissen
- Sucre komt aan in Las Vegas en gaat naar de kerk voor het huwelijk van Maricruz en Hector.
- De zus van Maricruz gaat haar halen, maar Hector is er eerder. Hij zegt dat hij Maricruz zal laten kiezen wie ze wil. Het pakt echter anders uit: Hector heeft de politie gebeld die inmiddels arriveert; Sucre moet vluchten.
- Sucre rijdt met de geleende motor richting Utah, waar het geld van Westmoreland ligt.
- C-note zit in de trein naar Utah, maar heeft geen kaartje. Hij verzint een smoes tegenover de conducteur die hem gelooft. Als hij even later nog geen kaartje heeft zegt de conducteur dat hij bij het volgende station uit de trein zal worden gezet en met de politie mee moet. Twee agenten moeten hem zolang in de gaten houden. C-Note vlucht en springt bij een brug uit de trein in een rivier.
- Tweener ligt met de meid die hem naar Utah zou brengen in bed. Ineens wordt er op de deur geklopt en staat er een politieagent met een foto van Tweener. Hij vraagt aan de meid of ze de afgebeelde man kent, maar ze zegt hem nooit gezien te hebben.
- Ze bedenkt een plan en zegt dat ze een blokje om gaat. Als ze terug is verwacht ze dat Tweener ervandoor is gegaan met haar auto. Zij zal dan doen alsof deze gestolen is.
- Tweener verlaat na een tijdje de auto en gaat te voet verder naar Utah. Daar komt hij T-Bag tegen, met wie hij besluit samen te werken.
- Mahone heeft geen pillen meer en wordt hierdoor erg nerveus. Er wordt naar hem gebeld en gezegd dat er beneden iemand op hem wacht. Van een man krijgt hij nieuwe pillen, die overigens vraagt of Mahone nog nieuwe informatie over Oscar Shales nodig heeft. Bot reageert Mahone dat hij al iemand anders gevonden heeft die hem informatie geeft.
- Mahone komt erachter dat alle gevangenen richting Utah gaan. Hij komt ook te weten dat D.B. Cooper (Westmoreland) het geld in Utah heeft achtergelaten en besluit erheen te gaan.
- Michael en Lincoln horen via de radio dat Abruzzi dood is en dat de FBI inmiddels weet dat zij nog in leven zijn.
- Michael en Lincoln arriveren in Utah en gaan naar het Kadaster, omdat ze erachter zijn gekomen dat er geen KK Ranch bestaat. Via een soort code komen ze erachter waar ze moeten zoeken. Hiervoor hebben ze kaart 1213 nodig. Ze zien dat de kaart uit het boek is gescheurd en zien T-Bag buiten lopen.
- Ze grijpen T-Bag en bedreigen hem in de hoop dat hij hen de kaart geeft. Hij beschuldigt Tweener en zegt dat hij de kaart heeft. Michael en Lincoln stoppen T-Bag in de kofferbak en gaan op zoek naar Tweener. Ondertussen is T-Bag de kaart aan het opeten, terwijl hij hem probeert te onthouden.
- Tweener komt bij een winkel waar hij een schep wil kopen. De man achter de balie herkent hem en slaat Tweener neer. Michael komt even later binnen en probeert Tweener te redden, maar wordt ook neergeslagen. Uiteindelijk komt ook Lincoln binnen die de man weet te overmeesteren. Tweener zegt dat T-Bag hen er in heeft geluisd en met zijn drieën gaan ze terug naar de auto. Daar zien ze dat T-Bag de kaart heeft opgegeten.
- T-Bag mag de weg wijzen en Tweener wordt in de kofferbak gelegd. Even later lopen Michael, Lincoln en T-Bag richting het geld dat in de buurt moet liggen.
- Achter een heuvel zou de silo moeten staan met daaronder het geld. Als ze echter op de heuvel staan zien ze dat er een compleet nieuw dorp is gebouwd.

### Titelverklaring
De titel Map 1213 (Kaart 1213) slaat op de kaart die in het boek bij het Kadaster zou moeten zitten. Bij aankomst zien Michael en Lincoln dat de kaart weg is: T-Bag heeft hem meegenomen.

## Subdivision

### Gebeurtenissen
- Haywire komt in een dorp en gaat hier een ijssalon binnen om wat te eten. De twee eigenaren ontdekken hem en waarschuwen de politie. Die vindt het op dit moment belangrijker om de overige voortvluchtigen op te pakken.
- Vervolgens loopt Haywire het huis van een blinde vrouw binnen. Zij denkt dat haar man terug is gekomen.
- Haywire heeft oog voor een schilderij van Nederland dat aan de muur bij de vrouw hangt. De vrouw voelt zijn hand en schrikt, omdat dit niet haar man is. Als Haywire even later weg is, belt ze de politie. Even later komt Haywire terug met een mes. Als de politie is gearriveerd blijkt dat hij het schilderij uit de lijst heeft gesneden en is vertrokken.
- Michael, Lincoln, T-Bag en Tweener zijn erachter gekomen waar het geld ligt; onder de garage van het huis van een vrouw. Tweener wordt de stad ingestuurd om nog wat materiaal en benzine te halen. Lincoln sluit de stroom af en vervolgens doen ze zich voor als elektriciens. De vrouw laat hen binnen.
- Tweener is in het doe-het-zelf-winkeltje om spullen te halen. Op een gegeven moment komt er een man binnen die besluit de sheriff te bellen als hij de eigenaar niet kan vinden. Nog voor hij de sheriff aan de lijn krijgt wordt hij neergeslagen door Tweener, die hem bij de eigenaar legt. In paniek rijdt hij terug naar het huis van de vrouw, maar in zijn haast vergeet hij te tanken.
- Sucre komt op zijn motor toevallig C-Note tegen. C-Note heeft de coördinaten van de silo en samen gaan ze ernaartoe.
- Nog voordat Michael, Linc, T-Bag en Tweener kunnen beginnen met graven komen Sucre en C-Note binnen gelopen. Michael zegt dat ze moeten vertrekken omdat anders het hele plan mislukt. C-Note chanteert hem en ze doen zich voor als versterking van de elektriciteitsploeg.
- Omdat T-Bag maar met één hand kan graven besluit hij de vrouw bezig te houden. Het lijkt erop dat deze hem probeert te verleiden, maar uiteindelijk vraagt ze aan T-Bag of hij kan regelen dat Lincoln wat met haar gaat drinken. T-Bag wordt kwaad, maar kan zich nog inhouden.
- Tweener wordt terug het dorp ingestuurd om alsnog te gaan tanken. Hij is echter herkend door de pompbediende en wordt na een kleine achtervolging opgepakt door Mahone. Hij dwingt Tweener de anderen te verraden.
- De vrouw krijgt argwaan en vindt dat de gravers haar huis moeten verlaten. Er stopt een politieauto voor het huis en een politieagente stapt uit. Ineens zet T-Bag een houweel tegen haar keel en dreigt de vrouw haar mond te houden.

### Titelverklaring
De titel Subdivision (Onderverdeling) slaat op hoe ze het geld gaan verdelen onder elkaar.

## Buried

### Gebeurtenissen
- De politieagente blijkt de dochter van de vrouw te zijn. Ze ziet binnen glas liggen en loopt met getrokken pistool naar boven. Ze komt in de kamer met haar moeder die in bedwang wordt gehouden door T-Bag, met Michael ernaast. Dan wordt ze overmeesterd door Lincoln.
- FBI-agent Mahone discussieert met een andere agent over de locatie van de voortvluchtigen, hij is ervan overtuigd dat ze in Tooele zijn. Ze gaan Tweener gebruiken om hen te vinden.
- Sara reageert duidelijk anders dan normaal als ze Kellerman in de supermarkt tegenkomt. Ze wil zo snel mogelijk bij hem weg en hij krijgt argwaan.
- De gravers hebben een felle woordenwisseling over het gijzelen van de twee vrouwen. C-Note is er fel tegen, T-Bag vindt dat er geen weg meer terug is. Michael vertelt Linc dat hij eerst dacht dat ze later alles wat ze hadden gedaan konden goedmaken, maar dat dat nu niet meer kan.
- Kellerman telefoneert met de contactpersoon van de president, Kim, die hem vertelt dat de gouverneur weet wie hij is, en Sara ook. Omdat hun plan op deze manier niet gaat lukken, besluiten ze het over een andere boeg te gooien: LJ.
- Als Sara in haar kantoor aankomt krijgt ze te horen dat de nominatie van haar vader is ingetrokken. Zoiets is nog nooit eerder gebeurd.
- De gravers krijgen last van hun geweten en Michael denkt dat hij het probleem met de twee vrouwen kan oplossen met zwijggeld. C-Note raakt geïrriteerd omdat T-Bag niets uitvoert, en Linc vindt dat anderhalf uur wel erg lang is voor Tweener om te tanken.
- Mahone spoort Tweener aan om zijn hart te luchten. Hij probeert wat los te krijgen door zelf zijn geheim over Oscar Shales uit de doeken te doen: een moordenaar die hij een paar jaar geleden achterna zat. Deze was hem echter altijd te slim af en hij heeft hem nooit kunnen pakken. Hij kreeg er zelfs een trauma van en kon niet slapen door nachtmerries. Daarom gebruikt hij de pillen, zodat hij zijn werk kan blijven doen. Dan laat hij Tweener de foto's van de vermoorde dierenarts zien, en zegt dat meer slachtoffers altijd aan Tweeners geweten zullen blijven knagen als hij niet meteen vertelt waar de veroordeelden zich bevinden.
- LJ wordt uit zijn cel gehaald, en ziet dan een van de agenten van de geheime dienst die zijn moeder hebben vermoord. Deze brengt hem zijn vrijlatingspapieren.
- Sara gaat naar haar vader toe. Als ze in zijn kamer komt blijkt hij dood te zijn door ophanging. Als ze hem losmaakt valt er een sleuteltje op de grond.
- De gegijzelde politieagente moet haar pillen hebben, die Sucre haar toedient. Het blijkt dat ze die moet innemen om een miskraam te voorkomen.
- C-Note zoekt opnieuw ruzie met T-Bag, maar dan is plotseling op tv te zien dat LJ zal worden vrijgelaten. Linc hapt direct en vertrekt met de auto van de vrouw. Daarvoor heeft hij nog een gesprek met Michael, over waar ze elkaar weer zullen ontmoeten.
- Haywire staat in een kampeerwinkel spullen in zijn tas te proppen. De eigenaar, die slecht ter been is, kan Haywire niet tegenhouden als deze zich snel uit de voeten maakt. De hond van de eigenaar, een Bordercollie, komt echter wel achter hem aan.
- Sara wordt verteld dat er geen misdaad in het spel is bij de dood van haar vader. Sara vindt het sleuteltje en neemt het mee.
- Mahone probeert Tweener om te kopen door te beloven dat hij geen extra tijd in de gevangenis krijgt als hij de anderen verraadt. Tweener vertelt dat er een vrouw in het huis zit en dat ze haar zullen gijzelen als er iets misgaat. T-Bag zal dan niet levend naar buiten komen en zal ervoor zorgen dat de vrouw ook sterft. De enige manier is dat Tweener zelf naar ze toegaat.
- De gegijzelde politieagente peutert informatie los van Sucre over waarom hij vastzat. Dan hoort Sucre op de walkietalkie dat Tweener is opgepakt. Op dat moment vindt C-Note het begraven geld.
- Haywire is te zien bij de kust. Hij vertelt aan de hond dat hij een vlot gaat bouwen en naar Nederland zal varen.
- Tweener krijgt een microfoontje onder zijn kleren. Hij brengt de FBI echter naar het huis van Debra Jean Belle (het meisje waarmee hij in de auto naar Utah reed), en terwijl hij direct opnieuw wordt opgepakt vertelt hij dat hij heeft gelogen en dat hij het erg op prijs zou stelt wat ze voor hem heeft gedaan.
- Een man komt aan de deur om de gegijzelde vrouw te zoeken. Michael vertelt hem dat ze gewoon naar de tennisclub is gegaan en hij vertrekt weer. Ze moeten nu snel vertrekken met de buit voordat hij terugkomt.
- Kellerman telefoneert met Kim en het wordt duidelijk dat die verantwoordelijk is voor de dood van gouverneur Tancredi, en dat Sara de volgende zal zijn.
- Sara komt haar appartement binnen met brieven, en ziet door een envelop heen dat er weer een origamikraanvogel in zit. Dan ziet ze echter allemaal spuiten en morfine op haar tafel liggen. Blijkbaar om haar dood in scène te zetten, want achter haar verschijnt de schaduw van een persoon.
- De gegijzelde politieagente praat op Sucre in, dat hij zichzelf nog kan redden als hij zich nu aangeeft. Als de anderen het geld uit het gat hebben gehaald en willen vertrekken, staat Sucre voor hen met een pistool en zegt dat ze zullen blijven.
- Mahone neemt Tweener mee naar een afgelegen plaats in de natuur. Ze stoppen, en stappen uit om de benen te strekken. Mahone bekent dat hij Oscar Shales heeft vermoord, door hem achter in het hoofd te schieten. Vervolgens trekt hij zijn pistool, loopt een paar stappen naar achter en schiet Tweener dood, die nog tegen de auto aanstond. Hij stopt een pistool in Tweeners hand en neemt nog een pil.

### Titelverklaring
De titel Buried (begraven) slaat op het begraven gestolen geld in de garage van een huis in Utah.

## Dead Fall

### Gebeurtenissen
- Sucre dwingt de rest om het geld in de tas aan hem te geven. Michael geeft het en Sucre gaat weg."Adios amigos" roep hij nog.
- Sara schrikt als er ineens een man achter haar staat. Ze krijgt door dat haar vader ECHT geen zelfmoord heeft gepleegd en de man hetzelfde bij haar wil doen. Sara gooit vazen op de grond en snijdt zichzelf zodat het niet lijkt alsof zij ook zelfmoord heeft gepleegd. De man zegt daarop; "En wat als ze je nou niet vinden?" Met z'n tweeën lopen ze richting de keuken waar Sara een spray pakt en daarmee in de ogen van de man spuit. Door het raam en langs de brandtrap ontsnapt ze.
- Michael geeft de gegijzelde vrouwen een mes waarmee ze zich kunnen bevrijden. Daarna gaat hij achter Sucre aan. Ook C-Note gaat weg en als laatste vertrekt T-Bag.
- In het bos vindt Michael Sucre en zegt: "Adios amigos he?". Waarop Sucre antwoord: "Was dat een beetje te veel van het goede?" Maar Michael lacht en het wordt duidelijk dat dit het plan was. Ze vinden het wel vervelend dat ze C-Note niets gegeven hebben, dus wil hij geld storten op de bank van zijn familie.
- Als ze de tas openen om nog een keer naar het geld te kijken zien ze dat er geen geld maar een boek in de tas zit. Via een flashback zie je dat dat het boek was waar T-Bag uit aan het lezen was en hij verwisselde de tassen.
- T-Bag rijdt in een auto met het geld over een lange weg. Als hij de zonneklep naar beneden doet is het adres te zien van S. Hollander, de vrouw die hij had bedreigd toen hij in de gevangenis zat, als hij vrijkomt weet hij nog steeds waar ze woont.
- Sara rent naar een telefooncel waar ze naar Dusty (een man met wie haar vader heeft gewerkt). Ze vertelt wat er is gebeurd en Dusty zegt dat hij mensen haar laat ophalen. Dus moet ze zeggen waar ze is. Ze zegt dat ze op een kruising bij een telefoon staat. Dusty zegt dat ze daar moet blijven. Sara loopt alleen even het hoekje om en een andere vrouw wil net gaan bellen als er ineens een auto voorbij komt. Daarin zitten twee mannen en eentje schiet een aantal keer op de vrouw. Sara rent naar haar toe en probeert haar te reanimeren. Maar de vrouw is al overleden.
- Michael en Sucre horen via een portofoon dat de 'Fox River Eight' gezien zijn en de hele buurt moet worden afgezet. Michael zegt dat ze moeten lopen maar Sucre heeft beloofd dat de motor weer teruggaat naar zijn vriend. Desondanks gaat hij toch mee met Michael richting een rivier. Daar willen ze over een boom lopen. Maar Sucre verliest zijn evenwicht en valt in het water. Zijn voet zit vast aan de boom en is met geen mogelijkheid los te krijgen. Michael springt ook in het water. De sluizen gaan open en Michael hoopt via het stijgende water de boom los te krijgen en zo ook de voet van Sucre.
- Lincoln rijdt richting LJ. LJ zit op een bankje. Een zwerver komt eraan en vraagt om geld. Maar LJ heeft zelf niets. De zwerfer wordt boos en slaat op hem in. Lincoln had de man betaald om dat te doen. LJ gaat naar het ziekenhuis. Daar haalt Lincoln hem eruit en ze gaan gauw met de auto weg.
- Sara zit in een soort tunnel met de origamikraanvogels in haar hand. Ze belt Dusty weer. Ze zegt: "Die vrouw bij de telefooncel had ik moeten zijn. Ze wisten precies waar ik had moeten staan. Ze wisten precies waar ik had moeten ..." Dan dringt het tot haar door dat ze precies tegen Dusty had gezegd waar ze was. "Jij was het," zegt ze en ze hangt op. Ze gooit de batterij uit haar telefoon. Ineens ziet ze de cijfers en letters op het toetsenbord van haar telefoon. Dan kijkt ze naar de kraanvogel en snapt ineens de code.
- Kellerman vertelt aan de contactpersoon van de president dat het niet Sara was die dood is. Maar het kan hem niet schelen. Hij zegt: "Wat heb je nou eigenlijk. Alleen een telefoonnummer die het niet doet."Daarop antwoord Kellerman: "Misschien is het geen telefoonnummer." Hij snapt de code ook.
- Het hoge water kan Sucre niet redden. Dus zegt Michael dat hij zijn adem in moet houden zodat hij hem los kan maken. Sucre houdt z'n adem in en Michael bindt een touw aan de motor en de boom vast. Dan rijdt hij met de motor weg en Sucre zit niet meer vast. Snel moeten ze wegrennen want via de portofoon horen ze dat de politie bijna bij de rivier is. Als ze even later een auto willen kopen belt Sucre naar zijn broer. Die vertelt hem dat Maricruz 'Nee' heeft gezegd tegen Hector voor het altaar. Sucre is ontzettend blij en Michael stelt voor om nog maar een auto te kopen.
- Sara ontcijfert de code. Wat er komt te staan is Rendezvous/Sundown/Hot. Ze kan het hele bericht ontcijferen alleen mist ze een vogeltje. Die had ze weggegooid in de vorige aflevering.
- Kellerman komt in het appartement van Sara. Hij laat het schoonmaken alsof ze nooit is thuis geweest. Dan ziet hij de envelop met het laatste kraanvogeltje. Hij houdt het tegen het licht en ziet het. Hij scheurt de envelop open en pakt het eruit.

### Titelverklaring
Dead Fall staat voor de val die Fernando Sucre maakte vanaf een boomstam, die hem bijna fataal werd. Hij werd op het nippertje gered door Michael Scofield.

## Unearthed

### Gebeurtenissen
- Michael gaat naar de ex-vrouw van Alexander Mahone. Hij doet zich voor als FBI-agent en ontdekt een heleboel over Mahone. Zo komt hij er bijvoorbeeld achter dat Mahone Shales vermoord heeft en in zijn eigen tuin begraven heeft.
- Sara is nog steeds bezig met het ontcijferen en ontdekt dat het niet gaat om 'Sundown' en 'Hot', maar om het Sundown Hotel in Gila, New Mexico.
- C-Note roept de hulp in van zijn vrienden en wordt herenigd met zijn vrouw en kind, al gaat dat niet makkelijk.
- Michael belt Mahone op en doet hem een voorstel: als Mahone hem en zijn familie met rust laat, zal hij Mahones 'geheimpje' geheimhouden.
- T-Bag gaat naar het huis van S.Hollander maar ze is verhuisd. Plotseling wordt hij neergeslagen door ex-bewaker Bellick, die het geld wil. Als Bagwell dat niet zegt, knipt Bellick T-Bags hechtingen door.
- Aan het einde van de aflevering zijn Lincoln en LJ bij een station als ze moeten vluchten voor de politie, maar ze worden gepakt.

### Titelverklaring
'To unearth' is Engels voor 'opgraven', unearthed is dus opgegraven. Ergens aan het eind van de aflevering is te zien hoe Mahone het lichaam van Oscar Shales opgraaft. 'Unearth' kan overigens ook staan voor uitvinden/ontdekken, dit zou kunnen slaan op Michael, die veel ontdekt over Mahones verleden.

## Rendez-vous

### Gebeurtenissen
- T-Bag wordt door ex-bewaker Bellick gemarteld, die het geld wil. Bij een gevecht valt de sleutel van de kluis uit T-Bags sok. Hij pakt hem als eerste en slikt hem door. Bellick en zijn partner zetten hem op de een wc met een vergiet eronder, waarna ze de sleutel uiteindelijk vinden. Bellick en Geary binden T-Bag vast aan de verwarming en bellen de politie. T-bag smeekt ze nog van niet, maar de twee ex-bewakers gaan ervandoor. Op het station vinden ze het geld, maar dan slaat Geary Bellick neer en gaat er alleen met het geld vandoor.
- Lincoln en LJ worden weggevoerd na hun arrestatie. Een zwarte auto achtervolgt hen en ramt de politiewagen van de weg en neemt Lincoln en LJ mee. De daders zeggen samen te werken met Lincolns vader. In een verlaten landhuis legt een vrouw uit dat ze Michael ook zoeken, omdat zijn vader hem ook weer wil zien. Hierna probeert Lincoln met LJ te vluchten, aangezien Michael zijn vader nooit gezien heeft. Ze worden tegengehouden, en staan oog in oog met Lincolns vader en LJ's opa.
- Sucre probeert Maricruz te bereiken, maar een politiewagen verhindert dat. Hij krijgt nog wel te horen dat Maricruz naar Mexico is. Dit zou haar huwelijksreis zijn, maar Hector is niet mee. Hector is boos omdat hij de reis betaald heeft.
- Alexander Mahone weet waar het rendez-vous van Sara en Michael zal plaatsvinden. Sara ontvangt een fax waar de ontmoeting plaatsvindt. Mahone bemachtigd een kopie van de fax en snelt erop af. Als Michael en Sara aan het praten zijn, komt Mahones auto aangescheurd. Hij weet Michael en Sara in de val te lokken, zodat zij met hem opgesloten zitten en hij Michael kan vermoorden. Maar op een gegeven moment weet Michael een kraan met gas open te zetten en Mahone op te sluiten in een kooi. Als Mahone Michael nu zou neerschieten, zou hij zelf sterven door het ontploffen van het vrijkomende gas, dus dat doet hij niet. Michael kan samen met Sara ontsnappen.
- Michael en Sara huren een kamer. Als Michael uit de douche komt, ziet hij een briefje van Sara liggen met de boodschap dat ze vertrokken is. Sara stapt in de auto, maar besluit dan toch te blijven. Als ze weer uitstapt staat ze tegenover een bewapende agent, Kellerman.

### Titelverklaring
De titel rendez-vous verwijst naar de ontmoeting tussen Michael en Sara, aangekondigd in aflevering 9 – Unearthed. Daarin komen drie origamizwanen voor met de volgende tekst, puntjes en cijfers:
```
THERE'S A PLAN TO MAKE ALL OF THIS RIGHT
••• •• •• • •• •••• ••• ••• •• ••••
•••• •• •• • ••• • •• •• ••• •
•• ••• • ••• ••• • •• •
```

```
7363398687
7863696468
3544526663
```

Combineren van de puntjes met de cijfers op een telefoon levert de teksten:
- rendezvous
- sundownhot
- elgilaNM63

Waarmee Michael Sara probeert om haar op 3 juni te ontmoeten in het Sundown Hotel, in Gila – New Mexico.

## Bolshoi Booze

### Gebeurtenissen
- Michael wil een doos hengelolie en een GPS-systeem kopen, maar heeft daar niet genoeg geld voor. Hij betaalt de hengelolie, maar als de verkoper wegloopt neemt Michael de GPS mee. De verkoper, een oude man, komt hem achterna, maar Michael duwt hem op de grond. Als hij de winkel uit loopt, heeft hij hier zo'n spijt van dat alles hem te bovenkomt. Hij besluit te gaan biechten in een kerkje in de buurt van de winkel.
- De vader van Lincoln vertelt over het bewijsstuk dat Lincoln vrij kan krijgen, namelijk een opname van Terence Steadman van vier weken na zijn 'moord'. Er komt echter een man die Lincoln moet vermoorden, maar Lincoln kan hem steken met een mes. Als de man echter toch nog toe wil slaan, wordt hij in zijn rug geschoten door een vriendin van Lincolns vader.
- T-Bag weet uit handen van de politie te blijven door zijn hand letterlijk los te rukken. Hij vindt Geary met behulp van een zendertje dat hij in de geldtas had gestopt.
- Lincoln neemt weer afscheid van LJ, die in het huis van zijn vader zal blijven, en gaat samen met zijn vader op weg naar Michael.
- Mahone wordt bevrijd en gaat verder met zijn zoektocht. Hij komt erachter dat je de letters van Bolshoi Booze om moet draaien, om de coördinaten van de plaats waar Michael zich bevindt, te ontdekken.
- Kellerman begint met het ondervragen van Sara. Hij martelt haar in de hoop informatie los te krijgen.
- Michael ontmoet zijn 'vriend' die een vliegtuig voor hem zou regelen in ruil voor nitroglycerine. Deze man geeft Michael de locatie waar zijn vliegtuig zal gaan landen. Maar als hij erachter komt dat Michael hem heeft bedrogen met hengelolie, loopt het uit de hand. Hij wil Michael doden, maar Sucre schiet Michael te hulp. Na deze redding voegt ook Lincoln zich bij hen, samen met zijn vader. De vier mannen willen de drie mannen van het vliegtuig achterlaten, maar Michael kan het niet over zijn hart verkrijgen om de mannen daar achter te laten (en dood te laten bloeden). Daarom maakt hij de mannen voor het weggaan los. Later stapt de leider van de bende dankbaar op Michael af, en zegt dat de locatie die hij eerder gaf fout was, en geeft nu een andere locatie.
- Kellerman krijgt de opdracht Sara te vermoorden, en duwt haar onder water in een bad.

### Titelverklaring
Bolshoi Booze is de ontmoetingsplek waar Michael en Lincoln hebben afgesproken. Door de woorden Bolshoi en Booze om te draaien krijg je cijfers die een GPS-locatie aanduiden.

## Disconnect

### Gebeurtenissen
- C-note kampeert met zijn gezin aan een meer. Zijn dochter, Dede, heeft plots medicijnen nodig. C-Note en zijn vrouw besluiten het erop te wagen en een apotheek te bezoeken. C-Notes vrouw loopt naar binnen om de medicijnen te kopen. Iemand in de apotheek herkent haar echter en waarschuwt de politie. Als ze weer naar buiten komt lopen, komt er net een politiewagen aanrijden. C-Note ziet vanuit de camper hoe zijn vrouw wordt aangehouden en meegenomen door de agenten.
- Agent Kellerman legt een lijkzak klaar, terwijl hij Sara, met haar hoofd onder water, alleen heeft gelaten in de badkamer. Er wordt op de deur geklopt. Een man vraagt of de televisie wat zachter kan, en Kellerman doet dit. De man vraagt of alles in orde is, omdat hij geluiden hoort uit de badkamer. Dit is volgens Kellerman zijn dochtertje die in bad aan het spelen is. Als de man weg is, gaat Kellerman naar de badkamer, waar hij een leeg bad aantreft. Sara heeft de stop uit het bad kunnen trekken met haar tanden en wist zichzelf te bevrijden. Ze verrast hem en duwt een hete strijkbout op zijn borst, waarna ze uit het raam springt.
- Brad Bellick wordt ondervraagd op het politiebureau, wegens de moord op Roy Geary. Na een tijdje geeft Bellick toe dat hij en Geary op zoek waren naar Bagwell en naar het geld van Westmoreland. De vrouwelijke agent laat Bellick een creditcard zien, die werd gevonden op de plaats van de moord. Het is die van Bellick. Ook laat ze Bellick zijn doodsbedreiging horen op het antwoordapparaat van Geary. Ze arresteert Bellick voor de moord op Roy Geary.
- Agent Kim belt Kellerman en vraagt of Sara dood is. Als Kellerman dit bevestigt, vraagt Kim hem een foto van het lichaam te maken. Dit kan Kellerman niet, waarna Kim alle bestanden laat vernietigen of aanpassen waarop te zien is dat Kellerman ooit heeft geleefd. Kellerman zal voortaan leven als een geest. Dit krijgt Kellerman te weten als hij het kantoor van Caroline Reynolds (de president) belt. Hier heeft niemand ooit van hem gehoord en bovendien staat zijn naam nergens meer in de computer.
- Michael beweert dat hij zijn vader, Aldo Burrows, kent. Dit kan volgens Lincoln niet, maar Michael herinnert zich iets uit zijn jeugd. Nadat Lincoln in de jeugdgevangenis zat en Aldo was verdwenen, werd Michael korte tijd bij pleegouders ondergebracht. Zijn pleegvader sloeg hem en sloot hem op. Aldo bevrijdde Michael, nadat hij Michaels pleegvader had gedood. Michael zag het lichaam van zijn pleegvader en hield er een trauma aan over.
- Aldo wil het Michael uitleggen. Hij zegt dat Sara een videoband heeft, waardoor Lincoln onschuldig zal worden verklaard. Michael hoort iets aan de andere kant van de heuvel. Op de heuvel verschijnt agent Mahone, waarna de groep begint te rennen. Mahone opent het vuur op hen, maar allen weten de auto van Sucre te behalen. In de auto blijkt echter dat Aldo in zijn buik is geraakt. Hij sterft. Michael en Lincoln begraven hem ergens langs de weg. Hierna vervolgen ze hun weg naar de plaats waar het vliegtuig hen zal oppikken.
- Mahone licht de autoriteiten in, en gaat naar het ziekenhuis, waar de 'vriend' van Michael ligt. Deze wil amnestie en de Amerikaanse nationaliteit krijgen. Mahone wil dit echter niet, en trekt de medische apparaten uit, die de man in leven moeten houden. De man zegt snel tegen Mahone waar het vliegtuig zal landen, waarna Mahone de opdracht geeft het vliegtuig desnoods neer te schieten.
- Michael, Lincoln en Sucre komen aan bij het vliegtuig. Michael en Lincoln besluiten toch niet mee te gaan, om Sara te zoeken. Sucre vertrekt alleen met het vliegtuig. Michael en Lincoln stappen weer in de auto, als ze in de verte de auto van Mahone aan zien komen. Ze keren de wagen en rijden ervandoor. Michael wil een gsm-mast vinden, om zo Sara te kunnen bellen. Michael denkt dat hij bereik heeft, en vraagt Lincoln de auto te keren. Michael belt Sara, maar voor er iemand op kan nemen, wordt de auto geramd door Mahone. Michael en Lincoln kruipen uit de brandende auto, waar een gewapende Mahone ze onder schot houdt...

### Titelverklaring
De titel slaat op het feit dat Michael Sara niet kan bellen, omdat zijn gsm geen bereik heeft. Hierdoor vallen hij en Lincoln in handen van agent Mahone.

## The Killing Box

### Gebeurtenissen
- Mahone beveelt Michael en Lincoln om zich om te draaien, maar Michael zegt dat als hij ze dood wil schieten, ze elkaar recht in de ogen moeten kijken. Op het moment dat Mahone wil gaan schieten komt de grenspatrouille eraan en zo krijgt Mahone niet de kans om de twee neer te schieten.
- T-Bag zit in Pratt in Kansas in een veteranenbar. Hij vraagt aan een veteraan hoe die aan z'n prothese is gekomen, die zegt dat je daarvoor naar het 'VA Hospital' moet gaan.
- Sucre en de piloot van het vliegtuig worden achtervolgd en de piloot zegt dat ze moeten springen. Sucre twijfelt even, maar springt dan de piloot achterna de Mexicaanse woestijn in.
- Michael en Lincoln zitten achter de tralies, maar Bill Kim vindt dat nog niet genoeg. Hij belt Mahone en zegt dat die de twee dood moet schieten. Uiteindelijk gebeurt dit niet.
- T-Bag heeft een vrouw ontmoet, Denise genaamd, en luncht samen met haar. Eigenlijk wil hij haar alleen maar gebruiken om Susan Hollander terug te vinden.
- Kellerman belt Kim en zegt dat hij een plan heeft. Hij weet hoe The Company op een onverdachte manier kan afrekenen met Michael en Lincoln.
- Michael en Lincoln moeten worden getransporteerd naar Fox River. Mahone wil bij ze in het busje, maar krijgt daar geen toestemming voor.
- Ex-bewaker Brad Bellick wordt veroordeeld door de rechter en belandt weer in Fox River. Daar wordt hij het nieuwe celmaatje van Avocado, die Bellick eerder gebruikte om David (Tweener) Apolskis te pesten. Vervolgens zie je het beeld uitzoomen, vanuit Bellicks cel, precies zoals dat in de eerste aflevering van het seizoen bij Michael werd gedaan.
- Theodore Bagwell wacht Denise op bij het postkantoor, waar ze werkt. Ze helpt hem om het adres van Hollander te vinden (T-Bag heeft gezegd dat zij een nicht van hem is). Dan ziet de vrouw plotseling een poster met T-Bag daarop. "Had je die nou maar nooit gezien," zegt T-Bag en even later ligt de vrouw dood in haar kantoor, terwijl T-Bag op weg gaat naar het huis van Hollander.
- Bij een tunnel in Albuquerque, moet het transport stoppen. Er staat een truck over de weg, die eerst moet worden weggehaald. Beide agenten stappen uit en de sleutels blijven liggen. Mahone belt met Kellerman en wacht geduldig af tot Michael en Lincoln ervandoor gaan. Mahone heeft ook gehoord van zijn baas (Kim) dat hij Kellerman neer moet schieten (Kellerman zal de Oswald zijn en Mahone de Jack Ruby).
- T-Bag staat voor de deur van Susan Hollander, die nietsvermoedend opendoet. Ze schrikt als ze T-Bag op de drempel ziet staan, precies waar hij haar beloofde te zijn als hij vrij zou komen.
- Michael en Lincoln twijfelen, maar kiezen ervoor om toch te vluchten. Ze weten te ontsnappen, maar Alex Mahone en Paul Kellerman zijn ook in actie gekomen. Plotseling komt Kellerman een trap af lopen en Mahone komt aanrennen van de andere kant. De broers verwachten te worden doodgeschoten, als Kellerman plotseling schiet op Mahone, die neervalt. Kellerman kijkt Michael en Lincoln aan en zegt ze dat Caroline Reynolds (de president) hun levens heeft verwoest en dat als ze haar willen terugpakken, ze nu met hem mee moeten komen. Ze besluiten met hem mee te gaan

### Titelverklaring
The Killing Box slaat op de tunnelnetwerk waar Michael en Lincoln in lopen. Kellerman zei tegen Mahone aan de telefoon "The walking right into the killing box"

## John Doe

### Gebeurtenissen
- Michael, Lincoln en Kellerman gaan naar Montana om Terrence Steadman te vinden.
- Bellick heeft nogal wat problemen met de andere gevangenen in Fox River State Penitentiary.
- C-Note heeft het moeilijk als hij hoort dat zijn vrouw niet meer vrij wordt gelaten.
- Agent Mahone leeft nog hij zegt tegen een andere agent die voor Kim werkt dat hij wil stoppen met z'n werk, de agent zegt dat dit niet kan, maar Mahone wil het toch.
- Mahone krijgt een telefoontje van zijn ex-vrouw Pam dat hun zoontje een verkeersongeluk heeft gehad ('The Company' zit hierachter) en in het ziekenhuis ligt, Mahone trekt meteen zijn kleren aan en rent in labiele toestand het ziekenhuis uit. Op de straat voor het ziekenhuis komt hij de agent weer tegen en die vraagt of hij nog steeds wil stoppen met z'n werk.
- Later belt Mahone Kim op en zegt dat hij weer gaat werken dit meent hij niet want je ziet in de achterklep van zijn auto het lijk van de andere FBI-agent liggen.
- Michael, Lincoln en Kellerman hebben Terrence Steadman ontvoerd, ze zijn in een motelkamer en zeggen tegen Steadman dat hij zich moet aangeven.
- Michael belt vanuit de hotelkamer naar een mediabureau en zegt dat hij zich wil overgeven.
- Als de politie er bijna is grijpt Steadman een pistool en pleegt zelfmoord. Kellerman zegt dat ze moeten gaan, Lincoln wil Steadman meenemen maar Michael zegt: 'Het enige wat ze hebben is een ongeïdentificeerd lijk, een John Doe'

### Titelverklaring
John Doe betekent in het Engels een ongeïdentificeerd persoon/lijk. Dit slaat op Terrence Steadman, want niemand zal weten wie hij is.

## The Message

### Gebeurtenissen
- Michael, Lincoln en Kellerman gijzelen een camera-man en doen een boodschap op tv waarin ze zeggen dat ze onschuldig zijn en een boodschap doen aan Sara.
- Bellick wordt bont en blauw wakker in de ziekenboeg en smeekt de zuster hem niet terug te sturen naar het cellenblok.
- De FBI probeert informatie uit de video af te leiden om erachter te komen wat de volgende stap van Michael, Lincoln en Kellerman zal zijn. De FBI denkt eerst dat ze achter de president aan gaan, maar later komen ze erachter dat ze Sara willen ontmoeten.
- Haywire ontmoet een stel en laat hen zijn boot zien en vertelt dat hij naar Holland wil varen. Wanneer de jongen even weg is komt Haywire tot de ontdekking dat het meisje, genaamd 'Sasha', (Kaley Cuoco)wordt mishandeld door haar vader.
- Sucre krijgt moeilijkheden op zijn weg naar Ixtapa maar door een geluk bij een ongeluk kan hij zijn reis toch vervolgen.
- Met hulp van Brad Bellick probeert Mahone erachter te komen waar Michael Sara gaat ontmoeten.
- Michael en Sara spreken elkaar via de telefoon en Sara besluit hem te helpen.
- De President wil dat Kellerman weer aan haar kant komt staan en belt hem een aantal keer in de aflevering.

### Titelverklaring
The Message staat voor de boodschap die Lincoln en Michael aan iedereen in de VS en vooral aan Sara geven via de tv.

## Chicago

### Gebeurtenissen
- Michael Lincoln en Kellerman ontmoeten Sara, waarna ze op de trein naar Chicago stappen. In de trein doet Sara even later een poging om Kellerman te vermoorden. Sara wil Kellerman graag lozen, want ze haat hem sinds hij probeerde haar te verdrinken.
- Bellick wordt vrijgelaten onder de voorwaarde dat hij Mahone helpt. Om te beginnen moet Bellick Haywire opsporen, die de vader van Sasha heeft vermoord.
- Reynolds probeert Kellerman nog steeds te overtuigen om bij haar terug te komen. Na een tijdje herinnert Kellerman zich dat Bill Kim zei dat hij de president niet meer mocht spreken, maar dat al het contact via hem moet gaan. Hij vraagt dan aan "President Reynolds" wat ze deden op haar 35e verjaardag. Als hij geen duidelijk antwoord krijgt, weet Kellerman zeker dat het niet de president is die hij aan de telefoon heeft, maar een assistent van Kim.
- T-Bag wil opnieuw beginnen met Miss Holland, als hij tot de conclusie komt dat het niet lukt, wil hij verhuizen.
- C-Note gaat met zijn dochtertje Dede naar een restaurant. Dede heeft geen honger en moet overgeven. Als C-Note terugkomt uit het toilet, met zijn dochtertje, komt er een overvaller binnen. In eerste instantie lijkt C-Note de overvaller te helpen, maar als die probeert een van de medewerksters mee te nemen slaat C-Note hem neer. Als dank helpen de andere gasten C-Note en zijn dochter om veilig weg te komen
- Bellick spoort Haywire op en geeft dat door aan Mahone. Haywire probeert te vluchten, maar klimt op een silo en zit zo in de val. Mahone komt naar hem toe, ze praten en Mahone probeert Haywire duidelijk te maken dat er nog maar een uitweg is. Vervolgens pleegt Haywire zelfmoord door van de silo af te springen.

### Titelverklaring
Lincoln, Michael, Kellerman en Sara gaan naar Chicago.

## Bad Blood

### Gebeurtenissen
- Michael en Sara gaan de sigarenclub waar Sara's vader lid van was om zo de inhoud van de kluis op te halen, dit mislukt omdat Sara herkend wordt. De groep vlucht weg.
- Michael heeft gezien op een folder dat Henry Pope ook lid is van die sigarenclub. Michael en Sara weten Henry zover te krijgen dat hij naar de kluis gaat. De inhoud blijkt een USB-stick te zijn. Als ze Henry Pope bij hem thuis af willen zetten stapt ook Michael uit, hij heeft beloofd zich aan te geven in ruil voor hulp van Henry. Lincoln is het hier niet mee eens en uiteindelijk Henry ook niet, hij laat ze allemaal gaan.
- T-Bag gaat met zijn gezin op 'vakantie' naar zijn oude huis. Hij ziet in dat het gijzelen van zijn vrouw en kinderen niet werkt en verlaat hen. De politie vindt zijn vrouw en kinderen uiteindelijk omdat T-bag zelf gebeld blijkt te hebben.
- C-Note kan geen hulp vinden in het ziekenhuis voor zijn dochter, omdat hij zich niet kan identificeren en ook geen verzekering heeft. Als hij eindelijk voor 400 dollar hulp krijgt, vindt hij de behandeling zo gevaarlijk dat hij met zijn dochter weer weggaat. Hij belt Mahone en zegt zichzelf te willen aangeven in ruil voor een ziekenhuis dat zijn dochter wil behandelen hij wil dat zij vrouw vrij wordt gelaten.
- Sucre is onderweg naar het vliegveld maar zijn auto stopt er mee. Hij kan meerijden met iemand die ook toevallig die kant op moet. eenmaal in de auto komt Sucre erachter dat deze man bij de security van het vliegveld werkt. Op het vliegveld ontmoet Sucre zijn vriendin, maar ze moeten gelijk vluchten omdat Sucre achtervolgd wordt door de security die erachter is gekomen dat Sucre zich op het vliegveld bevindt.

### Titelverklaring
T-bag leg aan Suzie uit dat hij alleen maar slecht is geworden vanwege zijn vader. Hij zegt dan ook tegen haar dat zijn familie "bad blood" in hun lichaam heeft.

## Wash

### Gebeurtenissen
- Lincoln Michael en Sara beluisteren de USB-stick en komen erachter dat de "Tape" nuttenloos is wegens geen aanwezige opnamedatum maar een kopieerdatum.
- Bellick zet Sucres neef Manche (die van de wasmachinedienst) onder druk om erachter te komen waar Sucre is.
- T-Bag bezoekt een psychiater en komt erachter dat hij erg veel op hem lijkt, zo "steelt" hij zijn ID.
- C-Notes dochtertje is ziek, en hij geeft zichzelf aan zodat zijn dochtertje geholpen kan worden.
- Sucre en Maricruz gaan naar Sucres tante in Mexico.
- Kellerman koopt een snipergeweer en gaat naar de optocht van de president.
- Mahone dwingt C-note zelfmoord te plegen door middel van een strop die eerder in zijn cel is afgeleverd.

## Sweet Caroline

### Gebeurtenissen
- Caroline Reynolds is in Chicago, waar ze onder andere een toespraak zal houden. Paul Kellerman maakt zich klaar om haar neer te schieten vanuit een nabijgelegen gebouw, als hij plotseling Michael tussen de duizenden toeschouwers ziet staan. Michael schudt Reynolds hand en drukt tegelijkertijd een briefje in haar hand met daarop de tekst: "Wij hebben de tape." Michael wordt aangehouden door de medewerkers van Caroline Reynolds.
- T-Bag verliest zijn geld op het vliegveld in Chicago en vlucht.
- C-Note, die zichzelf heeft opgehangen, wordt gezien door een bewaker en belandt in de ziekenboeg. In het ziekenhuis zet hij een bewaker onder druk omdat hij graag naar Mahone wil bellen. Dit mag uiteindelijk, maar Mahone is niet aanwezig.
- Mahone komt de hotelkamer in, maar treft alleen Sara aan en houdt haar onder schot. Sara zet Mahone onder druk en vlucht weg, ze weet alleen niet dat Mahone een bericht naar zijn assistente heeft gestuurd. De assistente van Mahone gaat Sara achterna.
- Sucre herkent T-Bag op de tv en begrijpt dat T-bag de 5 miljoen doller kwijt is. Hij wil naar het vliegveld om achter het geld aan te gaan, maar zijn vriendin houdt hem tegen.
- Lincoln verstopt zich in een kamer van een benzinestation en wordt geholpen door een oude vriend.
- De inhoud van de tape, of een deel daarvan, is voor het eerst voor de kijker te horen.
- Kim slaat Michael neer en is van plan hem neer te schieten, hij wordt alleen tegengehouden door Caroline Reynols. Zij wil horen wat Michael wil met de tape. Michael zet haar met de inhoud van de tape onder druk; als de president Michael en Lincoln niet live op televisie gratie verleent laat hij de tape aan iedereen horen. Bill Kim zet Reynolds ook onder druk, hij vindt dat zij de voortvluchtigen geen gratie mag verlenen.
- De president verklaart in haar toespraak kanker te hebben en haar kandidaatschap als president op te geven. Dit betekent dat Michael en Lincoln niets meer hebben aan de tape. Michael zegt dat er nog maar één ding op zit: voor altijd verdwijnen.
- Bellick gaat achter Sucre aan en vindt hem in Sucres nieuwe thuis. Dan zegt Sucre dat hij weet hoe Bellick aan 5 miljoen dollar kan komen.

### Titelverklaring
Terrence Steadman noemt zijn zus Caroline "Sweet Caroline" in een telefoon gesprek dat na Terrences "dood" is gehouden. Sweet Caroline is ook een muzieknummer van de Amerikaanse zanger Neil Diamond.

## Panama

### Gebeurtenissen
- Sara probeert aan boord van het schip te komen waarop Michael en Lincoln zitten om naar Panama te varen. Maar wanneer Sara merkt dat ze gevolgd wordt, stapt ze uit om haarzelf aan te geven. Hierdoor redt ze Michael en Lincoln.
- Mahone, die geobsedeerd lijkt door Michaels tatoeages en het oppakken van de voortvluchtigen, komt erachter dat Michael elke stap wat hij zou doen na zijn ontsnapping in volgorde gezet had met de letters van het Griekse alfabet.
- T-Bag krijgt de 5 miljoen weer in zijn bezit. Sucre probeert T-Bag te pakken te krijgen (samen met Brad Bellick), maar die poging mislukt.
- De FBI biedt C-Note een leeg strafblad aan in ruil voor een getuigenis tegen Mahone.
- Sucre probeert via het Toeristen Informatie Bureau de plaats van T-Bag te achterhalen
- T-Bag verkleedt een straathoer tot zijn geliefde Suzie-Q, wanneer de hoer zegt dat de tijd op is vermoordt hij haar. Niet veel later vindt een schoonmaakster haar dode lichaam in een bad, ze zit onder de bloedspatten.
- Michael en Lincoln komen aan in Panama, levend. Michael is echter gaan twijfelen of hun ontsnapping echt wel zo'n goed plan was. Dankzij hem zit Sara in de gevangenis en is T-Bag weer vrij en elke keer dat die iemand vermoordt, voelt Michael zich schuldig.
- Mahone vindt uit dat Michaels 'laatste' tatoeage (met daarop de "Ω"), Jezus Christus in een roos (Christ in a Rose) Scofields moeder is. Het bljkt echter te gaan om een boot met de naam Christina Rose.
- C-Note wordt als vrij man herenigd met zijn vrouw en dochtertje.
- Mahone (die zich voor doet als sucre), zet een bericht op Europeangoldfinch.net dat T-Bag het geld heeft en in Panama is.
- Michael spreekt met Sucre af, die eigenlijk Mahone is, morgen naar het Fin del Camino-hotel te gaan waar T-Bag is. Lincoln wil niet dat hij gaat, maar als hij even later op het dek van de Christina Rose aankomt is Michael verdwenen.

### Titelverklaring
De hoofdpersonen, op C-Note na, komen aan in Panama.

## Fin del Camino

### Gebeurtenissen
- Lincoln ontdekt via Michaels PDA dat hij op weg is naar Panama om Sucre te helpen.
- T-Bag heeft een kamer genomen in het Fin del Camino hotel. Hij heeft een briefje in zijn hand met daarop de tekst: "312 Ave. Olivera. Tweede verdieping. Rode deur".
- Michael heeft T-Bag gevonden en houdt hem vanaf de straat in de gaten. Hij denkt aan alle ellende die T-Bag veroorzaakt heeft, zowel in de gevangenis als later tijdens de vlucht. Als hij naar T-Bags hotelkamer kijkt, ontdekt hij dat er vanaf de straat twee mannen zijn die T-Bag ook in de gaten houden. Hij betaalt een paar straatkinderen om wat rotjes in een prullenbak te laten ontploffen. Als de mannen het geluid horen, dat net op pistoolschoten lijkt, duiken ze naar hun enkelholsters om hun pistool te pakken.
- Mahone probeert het weer goed te maken met zijn ex-vrouw Pam, zegt dat dit zijn laatste opdracht voor de FBI is, en dat hij er daarna uitstapt, om met haar en hun zoon opnieuw te beginnen.
- Michael ontmoet Sucre en Bellick, en ontdekt dat het niet Sucre was die het bericht voor hem heeft achtergelaten op de website.
- Sucre vertelt Michael dat Bellick zijn vriendin Maricruz heeft opgesloten, en niet wil vertellen waar zij is voordat Sucre hem heeft geholpen de 5 miljoen dollar te vinden.
- Ze maken een afspraak: Bellick krijgt het geld, Sucre krijgt zijn vriendin terug, en Michael krijgt T-Bag.
- Sara heeft haar rechtszaak. Haar advocaten vertellen haar dat ze haar straf terug kunnen brengen tot 12 jaar, mits ze schuld bekent.
- Kellerman zit op een hotelkamer. Hij draagt zijn militair uniform en overweegt zelfmoord te plegen.
- Sucre wil Bellick vermoorden zodra hij zijn vriendin terug heeft, maar Michael weet het uit zijn hoofd te praten, en zegt dat hij niet meer helpt als Sucre werkelijk Bellick wil vermoorden.
- T-Bag speelt een kaartspelletje op zijn hotelkamer, als plotseling het brandalarm afgaat. Hij pakt het briefje met het adres, en met zijn rugzak en een pistool gaat hij op weg.
- De twee agenten die T-Bag in de gaten hielden, volgen hem op weg naar het adres dat op het briefje stond. Op grotere afstand volgen Michael, Sucre en Bellick.
- Ook Mahone volgt hen, maar hij wordt onderweg opgehouden door Lincoln, die naar Panama is gekomen om Michael te helpen. Hij overmeestert hem, maar Mahone weet zich te bevrijden. Hij maakt Lincoln met handboeien aan een ijzeren buis vast.
- T-Bag gaat het gebouw binnen, de twee agenten wachten buiten. Bellick loopt op hen af en doet zich voor als toerist, maar ze snauwen hem af. Dan komen Michael en Sucre tevoorschijn, en met z'n drieën ontwapenen ze de agenten. Ze tapen hen vast.
- Kellermans wapen weigert als hij probeert zichzelf door zijn hoofd te schieten. Hij belt zijn zus Kristine, die naar hem toekomt op zijn hotelkamer.
- Michael, Sucre en Bellick vinden T-Bag in het gebouw. T-Bag roept hen toe geen problemen te willen. Hij schuift zijn wapen over de grond naar Bellick, en zegt dat het geld zich in de kamer ernaast bevindt. Als Sucre de deur opent, vindt hij in die kamer een vermoorde prostituee. Als Michael en Bellick ook willen kijken, maakt T-Bag van de gelegenheid gebruik om ervandoor te gaan. Hij doet de uitgangsdeur achter zich op slot.
- Sirenes zijn hoorbaar in de verte. Michael en Sucre proberen de deur in te beuken, die T-Bag achter zich op slot deed. Bellick pakt T-Bags neergegooide pistool op, maar realiseert zich dan dat dit het wapen is waar de prostituee mee werd vermoord, en dat zíjn vingerafdrukken er nu opstaan.
- T-Bag vlucht weg via de brandtrap, met de rugzak vol geld.
- Michael en Sucre beuken de deur in en Bellick schreeuwt naar T-Bag dat hij moet blijven staan. T-Bag schiet op hem, en raakt hem in zijn been. Michael en Sucre achtervolgen T-Bag, die de straat op rent en aangereden wordt door een auto.
- De politie, die inmiddels is gearriveerd, arresteert Bellick. Die schreeuwt nog dat ze T-Bag moeten hebben, maar de agenten verstaan geen Engels.
- Michael en Sucre nemen T-Bag mee. Michael zegt tegen Sucre dat hij een auto voor hen moet gaan zoeken. Hij houdt T-Bag onder schot. T-Bag blijkt een deal gemaakt te hebben met de twee agenten die hem volgden, en zegt tegen Michael dat hij informatie heeft.
- Kellermans zus Kristine komt naar zijn hotelkamer, en zegt tegen hem dat hij alle verkeerde daden die hij gedaan heeft goed kan maken.
- Sucre heeft een auto gestolen. Michael en hij nemen T-Bag mee. Ze willen hem naar de ambassade brengen, om hem op die manier uit te kunnen leveren aan de Verenigde Staten. Sucre houdt hem onder schot, maar in een onbewaakt moment steekt T-Bag hem in zijn schouder met een schroevendraaier. Hij probeert ook Michael te steken, maar die weet het te ontwijken. De auto raakt echter van de weg en botst tegen een boom.
- T-Bag ontvlucht de auto, met zijn tas vol geld. Michael ontfermt zich over de gewonde Sucre, maar die zegt hem dat hij het geld te pakken moet zien te krijgen. Als hij Sucre heeft overgelaten aan de zorg van een passerende automobilist, gaat Michael achter T-Bag aan.
- T-Bag verstopt zich in een houten hut in het bos. Michael vindt hem daar, en T-Bag bedreigt hem met een mes. Michael weet het mes van hem af te pakken, steekt hem in zijn arm en gaat ervandoor met de rugzak vol geld. Als de politie later arriveert, vinden ze T-Bag liggend op de grond met het mes nog in zijn arm. Hij wordt gearresteerd.
- Sara wil met de moed der wanhoop de deal van 12 jaar celstraf maar aannemen, maar net op het moment suprème blijkt er een getuige te zijn die haar verhaal wil bevestigen. Als de deur van de rechtszaal opengaat, komt Kellerman binnen gelopen.
- Michael gaat terug naar de boot, maar vindt Lincoln daar niet. Hij wordt gebeld, en het is Lincoln, die de telefoon overgeeft aan Mahone.
- Mahone wil een deal met Michael maken: het geld en de boot in ruil voor Lincoln. Dan hangt hij de telefoon op.

### Titelverklaring
Fin del Camino is de naam van het hotel.

## Sona

### Gebeurtenissen
- Terwijl Michael in tweestrijd zit over Mahones eis, komt een Panamees jongetje voorbij wandelen, dat allerlei goederen te koop aanbiedt. Hij laat Michael weten ook aan drugs te kunnen komen. Michael stuurt hem eerst weg, maar verandert daarna van gedachten en roept het jongetje terug.
- Michael belt Sara en laat een voicemailbericht voor haar achter. Daarna belt hij Mahone en zegt dat hij minstens 24 uur nodig heeft om naar de havenloods te komen waar Mahone is met Lincoln.
- Kellerman getuigt voor Sara en vertelt voor de rechtbank de hele waarheid. Hij vertelt dat Lincoln erin geluisd is, en dat Sara enkel deed wat ze moest doen, omdat ze voor haar leven vreesde. Hij vertelt dat hij opdracht had haar te vermoorden.
- De aanklager laat onmiddellijk alle aanklachten tegen Sara vallen. Kellerman wordt in hechtenis genomen.
- Op het nieuws valt te zien dat Lincoln van alle blaam gezuiverd wordt en vanaf nu een vrij man is.
- Sara pakt haar telefoon en hoort Michaels voicemail. Ze belt Michael om hem alles te vertellen, maar hij hoort de telefoon in zijn boot niet en neemt dus niet op.
- Mahone krijgt een telefoontje van Mr. Kim, en vertelt hem dat hij maar beter meteen naar Panama kan komen, omdat hij Lincoln en Michael voor hem heeft.
- Mr. Kim praat in de limousine met Pad Man. Pad Man geeft hem een dossier met hierop de naam "Sona". Hij zegt tegen Mr. Kim dat hij er maar één nodig heeft.
- Mahone belt ondertussen met zijn ex-vrouw Pam, en vertelt haar dat hij met haar en hun zoon naar het buitenland wil. Ondertussen weet Lincoln de schroef van de ijzeren pijp los te draaien, waardoor hij kan proberen zich te bevrijden uit zijn handboeien.
- Sucre is in het ziekenhuis terechtgekomen, maar vertrekt meteen na zijn behandeling, ondanks dat hij ernstig verzwakt is door het bloedverlies. Hij probeert Bellick te vinden.
- Bellick zit in de cel en is erg blij als T-Bag binnen wordt gebracht. Hij roept tegen de bewakers dat dit de man is die ze moeten hebben, maar niemand luistert naar hem.
- Michael gaat met het kleine Panamese jongetje naar een grote drugsdealer. Deze wil hem eerst niet te woord staan, maar als Michael hem op internet laat zoeken naar wie hij is, zijn ze onder de indruk en willen ze wel met hem praten.
- Bellick wordt overgebracht naar een andere gevangenis, en net op het moment dat hij vervoerd wordt, komt Sucre aangerend. Hij schreeuwt naar Bellick dat die hem moet vertellen waar Maricruz is, maar Bellick zegt dat hij hem dan eerst maar uit de gevangenis moet zien te krijgen. Als de auto met Bellick wegrijdt, zakt Sucre op straat in elkaar.
- Michael is gearriveerd bij Mahone en Lincoln. Hij verbergt de rugzak met geld en loopt de loods in.
- Mahone is blij met de boot. Michael wil dat Lincoln nu vrijgelaten wordt, maar Mahone wil eerst het geld zien. Dan gaat zijn telefoon. Het is Mr. Kim, die hem vertelt dat hij er bijna is.
- Mahone belt het alarmnummer, en vertelt de operator dat er een moord is gepleegd bij de haven. Twee blanke mannen hebben een Aziatische man doodgeschoten. Michael begrijpt niet waarom hij hen er in wil luizen, maar Mahone zegt dat het slechts een garantie zal zijn dat iedereen hem vanaf nu met rust laat.
- Mr. Kim komt binnen. Mahone wil hem doodschieten, maar Mr. Kim blijkt een team gewapende agenten mee te hebben gebracht.
- Lincoln heeft de schroef los en weet zich van de ijzeren pijp te bevrijden. Hij duikt achter een stel kisten weg, en een vuurgevecht breekt los. Michael en Lincoln weten te ontkomen.
- Kellerman wordt naar een andere gevangenis getransporteerd. Onderweg moeten de bewakers een noodstop maken, omdat er iets niet goed is aan de wagen. Tijdens die noodstop rukken twee gemaskerde mannen de deuren van het busje open, en schieten Kellerman dood.
- Mahone, die ook is ontkomen, loopt door de haven met de havenmeester om een goede route naar Colombia uit te stippelen. Op dat moment wordt hij gearresteerd. Op de boot die Michael hem gaf, blijkt een paar kilo cocaïne te liggen, die Michael daar heeft neergelegd voordat hij de boot naar Mahone toe bracht.
- Michael en Lincoln lopen door het bos, waar ze afgesproken hebben met het Panamese jongetje. Deze blijkt voor hen een nieuwe boot te hebben gekocht.
- Als ze naar de boot toe lopen, blijkt Sara daar te zijn.
- Sara vertelt hen dat Lincoln vrij man is vanaf nu. Ze gaat naar binnen om iets te drinken te pakken.
- Michael en Lincoln maken op het dek de handboeien van Lincolns arm los, en dan opeens staat daar Mr. Kim met getrokken pistool voor hun neus. Lincoln biedt hem het geld aan, maar hij schopt de rugzak in het water. Hij richt het wapen op Lincoln, maar dan opeens wordt hij neergeschoten en valt in het water. Sara staat op het dek met een pistool in haar hand, nog beduusd van het feit dat ze Mr. Kim heeft doodgeschoten. Een politiesirene is in de verte hoorbaar.
- Lincoln rent het bos in, Michael volgt met Sara. Lincoln weet zich te verbergen, Sara en Michael gaan een houten hut binnen. Ze zien door de ramen dat ze omringd zijn door politieagenten, die hen sommeren naar buiten te komen.
- Sara en Michael overleggen. Ze besluiten naar buiten te lopen en de agenten uit te leggen wat er is gebeurd.
- Ze lopen naar buiten. Sara heeft haar handen omhoog. Dan staat Michael achter haar, richt het pistool op haar hoofd en schreeuwt tegen de agenten dat niemand zich moet bewegen. Hij fluistert tegen haar dat zij ooit alles voor hém opofferde, en dat hij dat nu voor haar zal doen. Hij roept tegen de agenten dat hij degene is geweest die Mr. Kim heeft vermoord. Sara schreeuwt tegen de agenten dat het niet waar is, dat Michael onschuldig is, en roept naar hem dat hij de waarheid moet vertellen. Michael wordt gearresteerd.
- Mahone belt zijn ex-vrouw Pam vanuit de gevangenis, en zegt haar dat ze moet vergeten dat hij ooit heeft bestaan.
- Lincoln gaat naar het politiebureau om Sara te zoeken. Hij hoort dat ze net weg is. Hij kijkt of hij haar nog ziet, en ziet haar dan nog nét lopen. Een man achtervolgt haar. Lincoln rent erachteraan, maar hij raakt hen kwijt.
- T-Bag zit nog steeds vast en krijgt bezoek van iemand van The Company. Hij is in de veronderstelling dat hij nu wel snel vrijgelaten zal worden, omdat hij een deal heeft gesloten met hem. Hij komt bedrogen uit. The Company laat hem barsten en T-Bag blijft in de cel.
- Michael wordt in een transportbusje vervoerd naar de gevangenis. Voor de deur duwen de bewakers hem naar binnen, en zeggen dat ze niet verder mee gaan dan tot hier. Boven de deur valt te lezen "SONA".
- Pad Man staat in een laboratorium en krijgt de mededeling dat Michael gepakt is en in Sona zit. Hij is tevreden.
- Michael loopt door de gangen van Sona, een gevangenis waar geen regels en wetten meer zijn. Er zijn zelfs geen bewakers meer. In de hal ziet hij Bellick bijna naakt op de grond liggen, trillend en helemaal in elkaar geslagen.
- Pad Man loopt met zijn collega door de gangen. De collega vertelt hem dat Michael waarschijnlijk uit zal breken, omdat dit in zijn bloed zit. Pad Man zegt, dat dit precies is wat hij wil dat Michael doet.

### Titelverklaring
De gevangenis waar Michael in terechtkomt heet `Sona`.